# Roeselia xanthoplaga
Roeselia xanthoplaga är en fjärilsart som beskrevs av George Francis Hampson 1911. Roeselia xanthoplaga ingår i släktet Roeselia och familjen trågspinnare. Inga underarter finns listade.